# پسرها (فیلم ۲۰۰۶)
«پسرها» (نروژی: Sønner) فیلمی در ژانر درام است که در سال ۲۰۰۶ منتشر شد.